# السماء والعالم
السماء والعالم (بالإغريقية: Περὶ οὐρανοῦ) (باللاتينية: De Caelo أو De Caelo et Mundo) هي رسالة علمية لأرسطو الرئيسية في علم الكون الفيزيائي. كتبها في 350 قبل الميلاد حيث يحتوي على نظرياته الفلكية وأفكاره حول العالم. لا ينبغي خلطها مع عمل آخر له عنوانه ما قد يُترجم إلى العالم (باللاتينية: De mundo).
في هذا الكتاب، أشار أرسطو إلى العديد ممن سبقه من العلماء والذين كانوا يعتقدون بأن الأرض كروية الشكل. منهم أنكسيمانس وأناكساغوراس.

## التفاعلات التاريخية

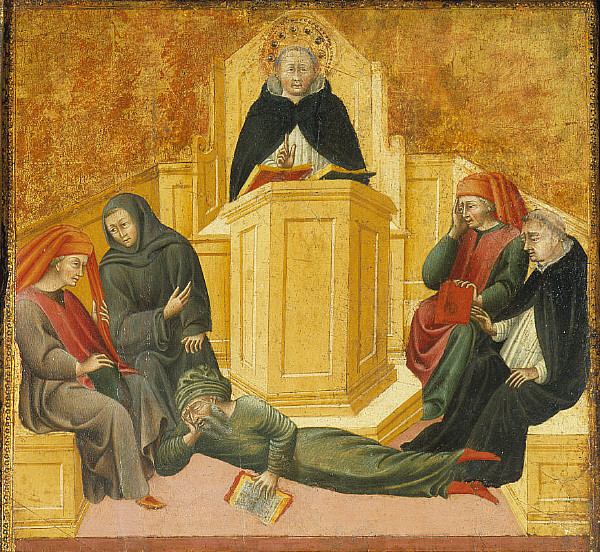
توما الأكويني وابن رشد

من بين أهم الفلاسفة الذين عملوا على هذا العمل لأرسطو، ابن رشد وابن سينا. بشكل خاص، كتب ابن رشد بشكل مكثف حول كتاب السماء والعالم لأرسطو، محاولا الجمع مع مختلف المواضيع الفلسفية التي عمل عليها أرسطو، منها على سبيل المثال، الحركة الطبيعية للعناصر ومفهوم الكواكب على أشكال كروية، متمركزة حول الأرض، معتمدا في ذلك على رياضيات بطليموس. كان لهذه الأفكار تأثير في الفكر الفلسفي في العالم الإسلامي. يمكن إيجاد هذا التأثير في التراث الفقهي، بما في ذلك كتابات كل من الغزالي وفخر الدين الرازي.